# Gartenstadt Karlsruhe
Die Gartenstadt Karlsruhe ist eine Wohnsiedlung im Nordosten von Karlsruhe-Rüppurr, die nach den Grundsätzen einer Gartenstadt geplant und realisiert wurde. 1907 wurde die Baugenossenschaft Gartenstadt Karlsruhe eGmbH gegründet, 1911 wurde mit dem Bau der Gartenstadt begonnen, 1912 konnten die ersten 42 Häuser bezogen werden.
Die Gartenstadt Karlsruhe gehört damit – neben Hellerau – zu den ältesten deutschen Gartenstädten auf der Grundlage eines gemeinschaftlichen Haus- und Grundbesitzes.

## Entwicklung

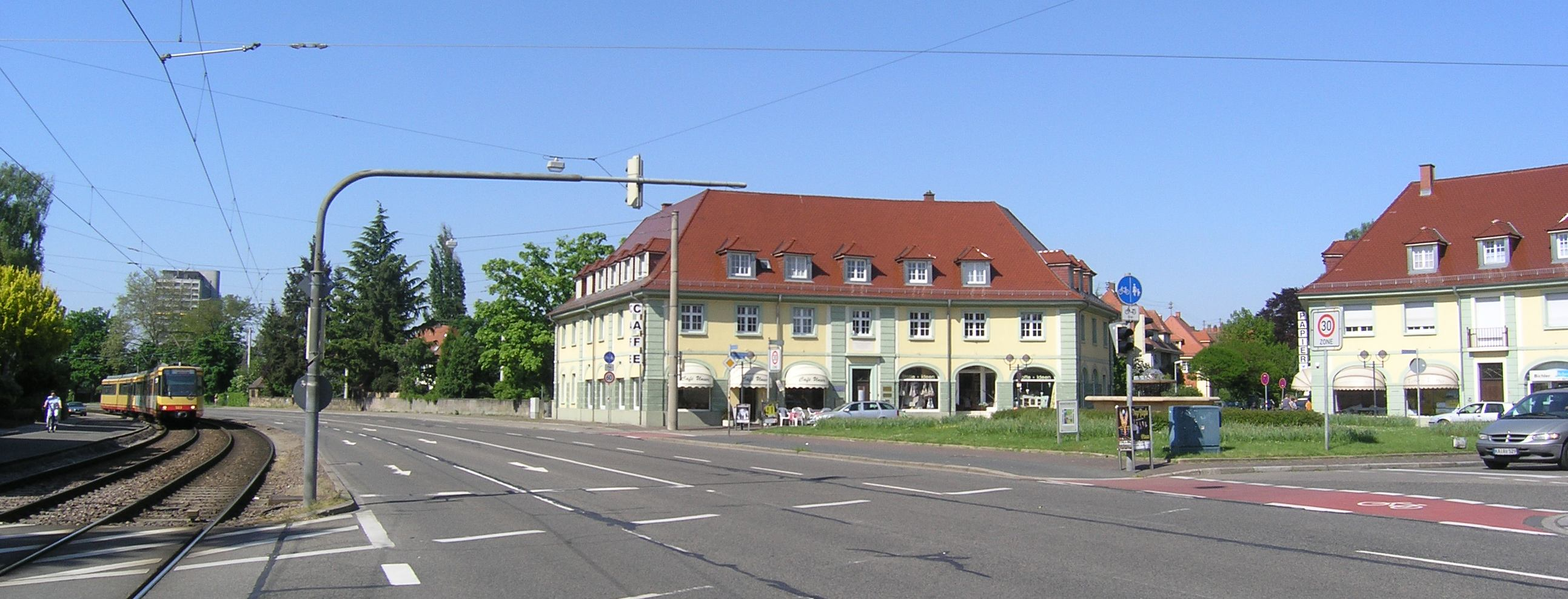
Ostendorfplatz

1905 gründete Hans Kampffmeyer mit einer kleinen Schar Gleichgesinnter die Ortsgruppe Karlsruhe der Deutschen Gartenstadtgesellschaft. Erklärtes Ziel war die Bildung einer Genossenschaft, die „in der Umgebung von Karlsruhe gartenstadtähnliche Siedlungen“ errichten sollte.
Am 13. März 1907 fand auf Einladung von Hans Kampffmeyer und den Fabrikanten Friedrich Ettlinger und Eugen Geiger die Gründungsversammlung der Gartenstadt Karlsruhe eGmbH (eingetragene Genossenschaft mit beschränkter Haftung) statt. Zu den 23 Gründern gehörten u. a. auch die Rechtsanwälte Richard Gönner und Wilhelm Händel, sowie die Architekten Pfeifer und Großmann. In einen sechs Personen umfassenden Aufsichtsrat wurde u. a. Max Laeuger gewählt.
In den folgenden Jahren standen zunächst Verhandlungen über ein geeignetes Gelände sowie den Bebauungsplan und die Bauvorschriften im Vordergrund. 1910 erhielt die Gartenstadt-Genossenschaft vom Domänenamt Karlsruhe ein 8 ha großes Gelände zum Vorzugspreis von 3 Mark pro m², weitere 64 ha standen für spätere Zukäufe zur Verfügung. 1911 begann der Bau der Gartenstadt. Die ersten 42 Häuser im Blütenweg, Heckenweg und der Auer Straße (heute Holderweg) konnten 1912 bezogen werden.
Der erste Bebauungsplan der Gartenstadt Karlsruhe wurde nach Entwürfen von Hans Kampffmeyer vom Durlacher Architekten Karl Kohler 1910 ausgearbeitet. Bald darauf wurde der Kohlerschen Bebauungsplan durch Friedrich Ostendorf überarbeitet. Dadurch erhielt der Eingangsbereich der Siedlung eine harmonische, halbkreisförmige Gestalt, die sich gegen das alte Rüppurr weit öffnet. Dieser seit 1915 Ostendorfplatz genannte Platz ist von Geschäftsräumen umgeben und erfüllt Funktionen des täglichen Bedarfs.
Auch die Planung und Ausführung der ersten Häuser und Wohnungen wurde externen Architekten (Kohler, Pfeifer & Großmann, Zippelius und Ostendorf) übertragen, spätere Bauvorhaben wurden dann in Eigenregie von der Bauabteilung der Gartenstadt unter der Leitung von Georg Botz durchgeführt.

## Bauliche Substanz
1912 wurden zehn Einzelhäuser, eine Vielzahl von Doppelhäusern und drei Reihenhäuser erbaut. Jedes Haus besaß einen Garten unterschiedlicher Größe (170 bis 1000 m²). Nebenwege (so genannte „Privatwege“) ermöglichten einen Zugang zu den Gärten von der Rückseite her. Verschiedenartige Haustypen gestalteten das Gesamtbild der Gartenstadt abwechslungsreich.
Früh wurde klar, dass aus wirtschaftlichen Gründen der alleinige Bau von Einfamilienhäusern nicht möglich war. Es entstanden daher vielfach Doppelhäuser und zumeist Reihenhäuser. In späteren Jahrzehnten ging man insbesondere an den Rändern der Siedlung zum Bau von Mehrfamilienhäusern über. Der ursprünglich vorgesehene Bau eines Volkshauses fiel ebenso wirtschaftlichen Zwängen zum Opfer.

## Zitat
„Wir wollten erstlich einer möglichst großen Anzahl von Menschen bessere, hellere, luftigere, gesündere und billigere Wohnungen in Einzelhäusern schaffen. Das ist uns gelungen. Wir wollten zweitens die Spekulation mit Grund und Boden ausschalten, indem wir unter allen Umständen und, wie ich ruhig sagen darf, gegen eine nicht ganz unbeachtliche Strömung in unseren eigenen Reihen unverbrüchlich daran festhielten, daß der Boden Eigentum der Gemeinschaft bleibt und daß die Häuser nur vermietet werden, indessen der Mehrwert des Bodens der Genossenschaft gehört. Dieser Grundsatz ist gewahrt worden. Wir wollten drittens den Menschen erlösen aus den Steinwüsten der Städte und ihn wieder verknüpfen dem mütterlichen Boden, ihn wieder nahebringen der Natur, ihn wieder eins werden lassen mit Sonne, Regen, Wind und Sternen, mit Blumen, Sträuchern und Bäumen, und ihm diese Lebensquellen aufs Neue erschließen, die uns verschüttet schienen im Staub, Dunst und Lärm der Städte. Auch hier waren unserer Saat Früchte beschieden.“

## Die Gartenstadtgesellschaft
Nach dem Ende des Ersten Weltkriegs entstanden auch in den Karlsruher Stadtteilen Grünwinkel (Gartenvorstadt Grünwinkel eGmbH) und Bulach (Baugenossenschaft Bulach) Genossenschaften mit dem Ziel, die Wohnungsnot in Karlsruhe zu lindern. Diese Gesellschaften wurden 1935 mit der Gartenstadt Karlsruhe verschmolzen.
Daher verwaltet die Gartenstadt-Gesellschaft heute rund 1.900 Wohnungen mit etwa 46 % an Einfamilienhäusern in verschiedenen Karlsruher Stadtteilen.